# Ustaritz Aldekoaotalora
Ustaritz (bürgerlich Ustaritz Aldekoaotalora Astarloa; * 16. Februar 1983 in Abadiño, Baskenland) ist ein spanischer Fußballspieler, der aktuell bei Dinamo Tiflis unter Vertrag steht.
Wie einige seiner Mitspieler bei Athletic Bilbao kommt auch Ustaritz aus der Jugend von Athletic Bilbao und nahm später den Umweg über den Tercera División - Club CD Baskonia zurück zu Athletic, wo er zunächst ab 2003 für zwei Jahre in der zweiten Mannschaft spielte, jedoch seit 2005 in der ersten Mannschaft unter Vertrag steht. Sein erstes Ligator schoss er am 29. November 2009 gegen UD Almería. In den folgenden Jahren konnte er sich nie wirklich einen Stammplatz erarbeiten und wurde schließlich in der  Saison 2011/12 an den Erstligaaufsteiger Betis Sevilla verliehen. Mit Beginn der Saison 2012/13 kehrte er nach Bilbao zurück.